# LGBT práva v Bangladéši
Lesby, gayové, bisexuálové a translidé (LGBT) se v Bangladéši setkávají s právními komplikacemi neznámými pro většinové obyvatelstvo. Stejnopohlavní soukromá aktivita jedinců nehetorosexuální orientace není povolena, jelikož neustále je platný britský koloniální trestní zákoník, konkrétně článek č. 377, který zakazuje jakoukoliv stejnopohlavní aktivitu nebo soužití stejnopohlavních jedinců. Změna je podle odborníků také nereálná v blízké době kvůli hluboce konzervativní bangladéšské společnosti, která je silně ovlivněna islámskou rétorikou, která jakékoli neheterosexuální soužití (v soukromí i na veřejnosti) zakazuje.

Poloha Bangladéše

V Bangladéši nepůsobí mnoho aktivistických organizací, ale například funguje online diskuzní fórum na stránkách Yahoo pod názvem Boys of Bangladesh, které bylo spuštěno v listopadu 2002 a neustále funguje. Od ledna do srpna 2014 byl spuštěn i první časopis s LGBT tematikou – Roopbaan.

## Stejnopohlavní soužití v právní rovině
Dle článku č. 377 je i nadále zakázána jakákoli homosexuální či jiná stejnopohlavní aktivita. Článek toto vymezuje následovně:
- 377: Unnatural offenses: Whoever voluntarily has carnal intercourse against the order of nature with any man, woman or animal, shall be punished with imprisonment for life, or with imprisonment of either description for a term which may extend to ten years, and shall also be liable to fine.
- V překladu: Delikty spáchané proti přirozenosti: Kdo dobrovolně smilní proti přírodě s mužem, ženou či zvířetem, by měl být potrestán na doživotí, vyměřen trest odnětí svobody podle druhu prohřešku až na 10. let či vysoká pokuta.

Bangladéšská legislativa neuznává ani žádnou jinou formu stejnopohlavního soužití vč. těch uzavřených v zahraničí. Několik aktivistů se obrátilo na národní parlament v letech 2009–2013 s cílem tento článek zrušit, ale zákonodárci jejich návrhy zamítli. 

## Třetí pohlaví a změna pohlaví
Jelikož v Bangladéši část vyznává hinduismus, který uznává otázku třetího pohlaví, tak vláda r. 2013 uznáno několik tisíc transgender lidí – hidžry. Ministerstvo sociálních věcí uvedlo. že během roku 2013 se oficiálně přihlásilo více než 10 tisíc jedinců, kteří požádali o označení hidžra.
Změna pohlaví je též možná po oficiální žádosti na příěšlušných úřadech bez nutnosti nutné sterilizace.

## Stručný přehled
| Legální stejnopohlavní styk                                                            | (Trest: Až doživotní vězení) |
| Stejný věk legální způsobilosti k pohlavnímu styku pro obě orientace                   | No                           |
| Antidiskriminační zákony v zaměstnání                                                  | No                           |
| Antidiskriminační zákony v přístupu ke zboží a službám                                 | No                           |
| Antidiskriminační zákony v ostatních oblastech (homofobní urážky, zločiny z nenávisti) | No                           |
| Stejnpohlavní manželství                                                               | No                           |
| Jiná forma stejnopohlavního soužití                                                    | No                           |
| Adopce dítěte partnera                                                                 | No                           |
| Společná adopce dětí stejnopohlavními páry                                             | No                           |
| Gayové a lesby smějí otevřeně sloužit v armádě                                         | No                           |
| Možnost změny pohlaví                                                                  | Yes                          |
| Možnost třetího pohlaví                                                                | (od 2013)                    |
| Přístup k umělému oplodnění pro lesbické ženy                                          | No                           |
| Náhradní mateřství pro gay páry                                                        | (nelegální pro všechny páry) |
| MSM smějí darovat krev                                                                 | No                           |